# CAF Champions League 2003
De CAF Champions League 2003 was de zevende editie van de Afrikaanse versie van de UEFA Champions League.

## Uitslagen

### Voorronde
| Team 1          | Tot. | Team 2                 | 1e wedstr. | 2e wedstr. |
| --------------- | ---- | ---------------------- | ---------- | ---------- |
| Wallidan FC     | 1-0  | Dragons de l'Ouémé     | 1-0        | 0-0        |
| FC Nouadhibou   | 2-2  | AS Niamey (u)          | 2-1        | 0-1        |
| Sony Elá Nguema | 0-1  | AS Douanes Lomé        | 0-0        | 0-1        |
| Villa SC        | 4-2  | Muzinga                | 4-1        | 0-1        |
| Saint George    | 2-3  | Rayon Sport            | 1-3        | 1-0        |
| AS ADEMA        | 1-3  | SS Saint-Louisienne    | 1-0        | 0-3        |
| Red Sea         | 2-2  | Nzoia Sugar (n.p.)     | 2-0        | 0-2        |
| Simba SC        | 4-1  | Botswana Defence Force | 1-0        | 3-1        |
| La Passe FC     | 1-2  | AS Port-Louis 2000     | 1-0        | 0-2        |

### Eerste Ronde
| Team 1                 | Tot. | Team 2                    | 1e wedstr. | 2e wedstr. |
| ---------------------- | ---- | ------------------------- | ---------- | ---------- |
| USM Alger              | 3-2  | Wallidan FC               | 2-0        | 1-2        |
| (u) Stade Malien       | 2-2  | AS Police                 | 1-0        | 1-2        |
| Canon Yaoundé          | 5-4  | Al-Merreikh Omdurman      | 5-0        | 0-4        |
| FC Saint Eloi Lupopo   | 3-1  | USM Libreville            | 0-1        | 3-0        |
| ASEC Mimosas           | 5-2  | AS Niamey                 | 3-0        | 2-2        |
| (n.p.) Hassania Agadir | 0-0  | Al Ittihad Tripoli        | 0-0        | 0-0        |
| Hearts of Oak          | 4-1  | AS Douanes Lomé           | 1-0        | 3-1        |
| Atlético Sport Aviação | 3-2  | Villa SC                  | 1-2        | 2-0        |
| Jeanne d'Arc           | 2-1  | ASFA Yennenga             | 2-0        | 0-1        |
| Enyimba                | 8-2  | Satellite FC              | 3-0        | 5-2        |
| Espérance de Tunis     | 7-2  | Rayon Sport               | 5-0        | 2-2        |
| Highlanders FC         | 4-2  | SS Saint-Louisienne       | 3-1        | 1-1        |
| Zamalek                | 7-1  | Nzoia Sugar               | 3-0        | 4-1        |
| Santos                 | 0-0  | Simba SC (n.p.)           | 0-0        | 0-0        |
| Ismailia SC            | 1-0  | Zanaco FC                 | 1-0        | 0-0        |
| Ferroviário            | 2-2  | AS Port-Louis 2000 (n.p.) | 2-0        | 0-2        |

### Tweede Ronde
| Team 1                 | Tot. | Team 2             | 1e wedstr. | 2e wedstr. |
| ---------------------- | ---- | ------------------ | ---------- | ---------- |
| Stade Malien           | 1-3  | USM Alger          | 1-1        | 0-2        |
| FC Saint Eloi Lupopo   | 1-3  | Canon Yaoundé      | 0-0        | 1-3        |
| Hassania Agadir        | 0-1  | ASEC Mimosas       | 0-0        | 0-1        |
| Atlético Sport Aviação | 3-2  | Hearts of Oak      | 3-0        | 0-2        |
| Enyimba                | 4-0  | Jeanne d'Arc       | 4-0        | 0-0        |
| Highlanders FC         | 1-7  | Espérance de Tunis | 1-1        | 0-6        |
| (n.p.) Simba SC        | 1-1  | Zamalek            | 1-0        | 0-1        |
| AS Port-Louis 2000     | 0-7  | Ismailia SC        | 0-1        | 0-6        |

### Groepsfase

#### Groep A
| Team            | Ptn | Wed | W | G | V | DV | DT | DS |
| --------------- | --- | --- | - | - | - | -- | -- | -- |
| 1. Enyimba      | 12  | 6   | 4 | 0 | 2 | 14 | 11 | 3  |
| 2. Ismailia SC  | 11  | 6   | 3 | 2 | 1 | 13 | 7  | 6  |
| 3. Simba SC     | 7   | 6   | 2 | 1 | 3 | 7  | 10 | -3 |
| 4. ASEC Mimosas | 4   | 6   | 1 | 1 | 4 | 6  | 12 | -6 |

| 9 augustus, 2003   |     |              |
| ASEC Mimosas       | 1–1 | Ismailia SC  |
| 1 augustus, 2003   |     |              |
| Enyimba            | 3–0 | Simba SC     |
| 22 augustus, 2003  |     |              |
| Ismailia SC        | 6–1 | Enyimba      |
| 24 augustus, 2003  |     |              |
| Simba SC           | 1–0 | ASEC Mimosas |
| 7 september, 2003  |     |              |
| Enyimba            | 3–1 | ASEC Mimosas |
| Simba SC           | 0–0 | Ismailia SC  |
| 19 september, 2003 |     |              |
| Ismailia SC        | 2–1 | Simba SC     |
| 21 september, 2003 |     |              |
| ASEC Mimosas       | 0–2 | Enyimba      |
| 3 oktober, 2003    |     |              |
| Ismailia SC        | 2–0 | ASEC Mimosas |
| 5 oktober, 2003    |     |              |
| Simba SC           | 2–1 | Enyimba      |
| 19 oktober, 2003   |     |              |
| ASEC Mimosas       | 4–3 | Simba SC     |
| Enyimba            | 4–2 | Ismailia SC  |

#### Groep B
| Team                      | Ptn | Wed | W | G | V | DV | DT | DS |
| ------------------------- | --- | --- | - | - | - | -- | -- | -- |
| 1. Espérance de Tunis     | 14  | 6   | 4 | 2 | 0 | 7  | 2  | 5  |
| 2. USM Alger              | 9   | 6   | 3 | 0 | 3 | 7  | 4  | 3  |
| 3. Canon Yaoundé          | 7   | 6   | 2 | 1 | 3 | 6  | 10 | -4 |
| 4. Atlético Sport Aviação | 4   | 6   | 1 | 1 | 4 | 3  | 7  | -4 |

| 9 augustus, 2003   |     |               |
| AS Aviação         | 1–0 | USM Alger     |
| Espérance          | 2–1 | Canon Yaoundé |
| 22 augustus, 2003  |     |               |
| USM Alger          | 0–1 | Espérance     |
| 24 augustus, 2003  |     |               |
| Canon Yaoundé      | 2–1 | AS Aviação    |
| 5 september, 2003  |     |               |
| USM Alger          | 3–0 | Canon Yaoundé |
| 6 september, 2003  |     |               |
| AS Aviação         | 0–0 | Espérance     |
| 2 september, 2003  |     |               |
| Espérance          | 1–0 | AS Aviação    |
| 21 september, 2003 |     |               |
| Canon Yaoundé      | 0–2 | USM Alger     |
| 3 oktober, 2003    |     |               |
| USM Alger          | 2–0 | AS Aviação    |
| 5 oktober, 2003    |     |               |
| Canon Yaoundé      | 1–1 | Espérance     |
| 18 oktober, 2003   |     |               |
| Espérance          | 2–0 | USM Alger     |
| AS Aviação         | 1–2 | Canon Yaoundé |

### Halve Finale
| Team 1      | Tot. | Team 2             | 1e wedstr. | 2e wedstr. |
| ----------- | ---- | ------------------ | ---------- | ---------- |
| Ismailia SC | 6-2  | Espérance de Tunis | 3-1        | 3-1        |
| USM Alger   | 2-3  | Enyimba            | 1-1        | 1-2        |

### Finale
| Team 1  | Tot. | Team 2      | 1e wedstr. | 2e wedstr. |
| ------- | ---- | ----------- | ---------- | ---------- |
| Enyimba | 2-1  | Ismailia SC | 2-0        | 0-1        |